# Friedrich Wilhelm Hilse
Friedrich Wilhelm Hilse (ur. 29 listopada 1820 w Bielawie Wschodniej (Nieder-Langenbielau), zm. 29 marca 1871 we Wrocławiu) – pionier śląskiej algologii.

## Życiorys
Urodził się 29 listopada 1820 roku w Bielawie Wschodniej koło Dzierżoniowa, w rodzinie żonatego z Johanną Elizabeth Burghart tkacza i handlarza, Johanna Karla Hilse. Edukację rozpoczął w wieku 5 lat w szkole wiejskiej, gdzie za sprawą młodego nauczyciela, Augusta Tabora, pokochał muzykę. Ojciec nie pochwalał pasji syna, więc Hilse pracował, aby opłacić lekcje. Ćwiczył, gdy ojca nie było w domu. Po konfirmacji jego rodzice postanowili, że będzie nauczycielem i wysłali go do szkoły w Łagiewnikach. Tam żył w niedostatku, więc korzystał z pożyczonych książek. Po śmierci ojca sytuacja Hilsego stała się trudniejsza. W 1838 rozpoczął naukę w ewangelickim Seminarium Nauczycielskim we Wrocławiu. Po trzech latach nauki zdał egzamin nauczycielski a następnie rozpoczął pracę w szkole w Rozumicach (okręg głubczycki). W roku 1842 został przełożonym ewangelickiego Instytutu Szkolnego w Sudzicach. W instytucie poznał pastora Holtznera, który udostępnił mu swoją bibliotekę oraz wystawił pozytywne świadectwo. W październiku 1844 roku Hilse został przeniesiony do szkoły miejskiej w Strzelinie. Czytał reprezentujące nowe idee dzieła literackie, filozoficzne, religijne. Podejmował starania dla poprawienia stanu oświaty. W schyłku lat 40. XIX wieku wydarzenia polityczne skłoniły go do zajęcia się naukami przyrodniczymi. Na początku 50. XIX wieku zaczął publikować, w rocznikach Śląskiego Towarzystwa Kultury Ojczystej, informacje o swoich odkryciach. A od 1856 został członkiem korespondentem tego towarzystwa. Hilse swoje prace badawcze prowadził w okolicach Strzelina. Początkowo oznaczał proste, znane powszechnie rośliny – z czasem zajął się roślinami wymagającymi użycia mikroskopu. Hilse wyróżnił, szereg nowych gatunków glonów. Swoimi badaniami systematycznie dzielił się z wydawcą zbiorów glonów europejskich – Rabenhorstem.
W 1863 przeprowadził się do Wrocławia gdzie podjął pracę w nowo otwartej szkole średniej. Jego stan zaczął się pogarszać w 1867 roku. Zmarł 29 marca 1871 we Wrocławiu po dwóch latach kuracji w Karlowych Warach.

## Działalność naukowa
Jego główną pracą jest Beiträge zur Algenkunde Schlesiens wydana w 1865, w której omówił glony z okolic Wrocławia i innych miejscowości, jakie odwiedzał podczas częstych wycieczek.

### Ważniejsze publikacje
- Verzeichniss der bei Strehlen beobachteten Laubmoose, 1858[1]
- Nachtrag zur Moosflora Strehlens, 1859[1]
- Verzeichniss der bei Strehlen gefundenen selteneren Phanerogamen und Gefäss-Cryptogamen, 1860[1]
- Beiträge zur Algenkunde Schlesiens, insbesondere Strehlens, 1861[1]

## Upamiętnienie

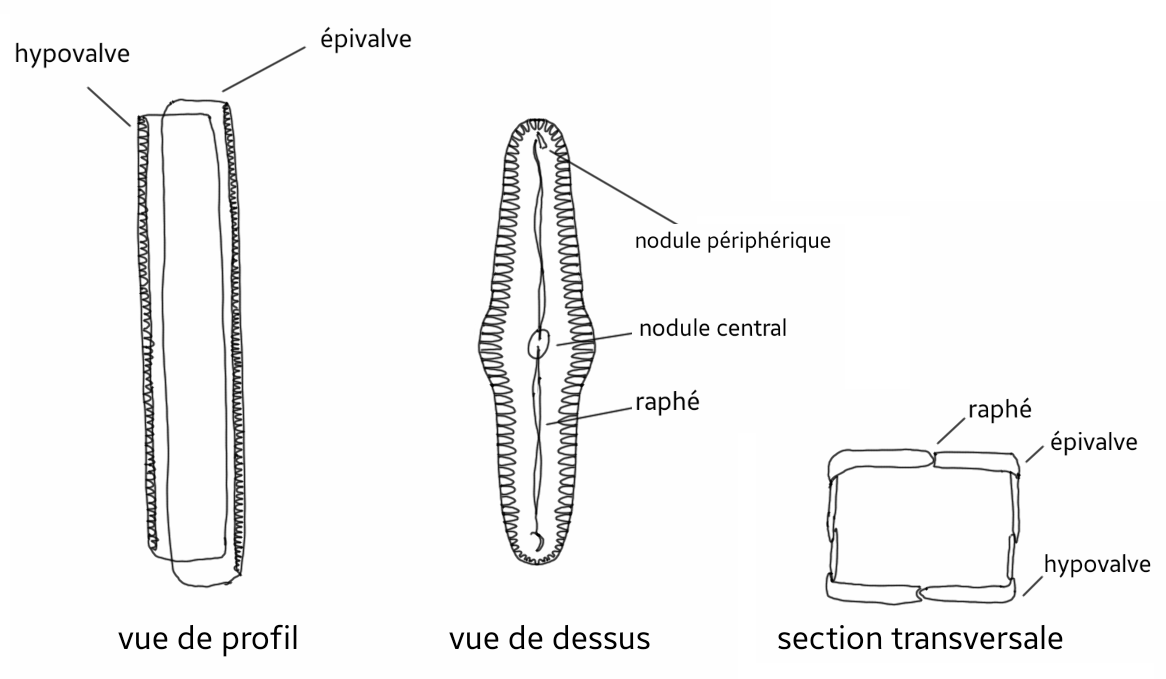
Pinnularia viridis

Nazwisko badacza upamiętnia m.in. Pinnularia hilseana C. Janisch ex Rabenhorst. 